# 安娜·烏拉魯
安娜·烏拉魯（羅馬尼亞語：Ana Ularu，1985年6月26日—）是羅馬尼亞的女演員，出生於布加勒斯特，於布加勒斯特國家影藝大學戲劇學系取得藝術碩士學位。她以在Outbound中的Matilda以及翡翠城（2017年）中的West角色而廣為人知。